# カルロス・ビラルド
カルロス・ビラルド（Carlos Salvador Bilardo, 1939年3月16日 - ）は、アルゼンチン・ブエノスアイレス出身の元サッカー選手、サッカー監督。全盛期のディエゴ・マラドーナを擁したアルゼンチン代表を率いて、1986年のワールドカップ・メキシコ大会で優勝に導いた人物である。

## 人物
守備的サッカーの信奉者、結果を重視し徹底的に勝利に拘る。これは選手時代、エストゥディアンテス・デ・ラ・プラタ在籍時の監督オスバルド・スベルディアの影響を受けているという。
アルゼンチン監督就任時は守備的なサッカーを選択した事で批判を浴び、前任のセサル・ルイス・メノッティを待望する意見も出たがメキシコW杯で優勝した事でこれを退けている。監督退任後の現在もアルゼンチン代表監督への復帰話が度々聞かれるが実現には至っていない。医師の資格を持つことでも知られる。

## 経歴

### 選手時代

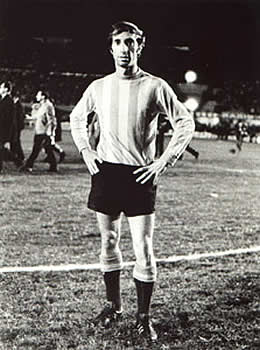
選手時代のビラルド

1939年3月16日イタリア・シシリア島出身のイタリア系移民の子供として生まれた。医学生であったが同時サッカー選手としての才能にも恵まれ、その道も同時に歩む事になった。主に守備的MFとしてプレーをしていたが、エストゥディアンテス・デ・ラ・プラタ在籍時に、監督のオスバルド・スベルディアの教えを受け相手のエースを徹底的にマークする「エース殺し」の役目を任せられた。
これが功を奏し、1968年から1970年のリベルタドーレス杯三連覇、1968年のインターコンチネンタルカップ制覇の結果を生み出すが、特にインターコンチネンタルカップのマンチェスター・ユナイテッドFC戦は荒れた試合となり、後に欧州代表が同大会への参加を拒否し、大会の存続が危ぶまれる事態へと発展した。並行して進めていた医学部生を卒業した事で選手生活に区切りを付け、1970年に現役を引退した。

### 監督時代

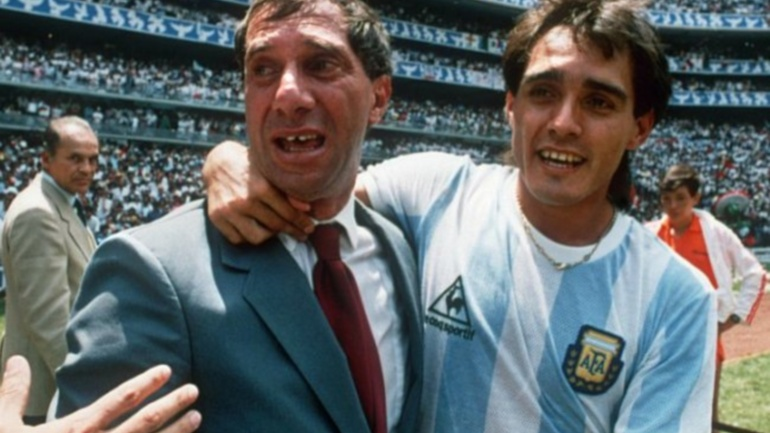
1986 FIFAワールドカップでのビラルド

1971年からエストゥディアンテスの監督に就任、複数のクラブを渡り歩いた後、1983年にアルゼンチン代表の監督に就任した。1985年のワールドカップ・メキシコ大会南米予選では苦戦を強いられ、翌年3月の敵地でのフランスとの親善試合では、主力選手を欠く相手に0-2で完敗、ディエゴ・マラドーナも古傷の爆弾を抱えるなど不安視されたが、本大会に入るとそれまでの不調が嘘の様に上手く事が運んだ。従来の4バックによるラインディフェンスを棄て、2人のストッパーの後ろにスイーパーを配した3バックを採用した事が守備的だとは言われながらも、絶好調のマラドーナをサポートする様にホルヘ・バルダーノやホルヘ・ブルチャガ、或いは両ウイングバックの選手が攻守に絡み合い見事に優勝に導いた。サポーターは「Perdon Bilardo Gracias」と謝罪の意を込めた横断幕を掲げたという。
1990年のワールドカップ・イタリア大会は、世代交代の失敗やマラドーナの怪我による不調（それでもパサーとしては相手に充分過ぎる程の脅威を与えた）で、開幕戦カメルーンとの試合を0-1で落とすなど危機に直面したが、そこからビラルドの守備的サッカーが威力を発揮した。3バック、2人のボランチ、両ウイングバックが自陣をしっかりと固め、巧妙な守備と退場覚悟のラフプレーで相手を消耗戦に引きずり込み疲弊させ、その隙をマラドーナとクラウディオ・カニージャのコンビに賭ける。特に決勝トーナメント1回戦のブラジル戦や準決勝のイタリア戦はこの戦法が功を奏し、優勝候補と目された相手を下す大番狂わせを演じたが、決勝の西ドイツ戦は主力選手をカードの累積で欠くという附けが回って飛車角を欠いた状態となり、マラドーナの孤軍奮闘も及ばず0-1で敗れ去った。
ビラルドは2大会連続決勝進出を達成したものの、彼の守備的なサッカーは非難を浴び、現在においてもワールドカップ・イタリア大会は守備的で退屈な大会という悪いイメージを与え続ける一つの要因となっている。

### 現在
その後は、セビージャFCなどのクラブの監督を務めるなど現役の指導者として活動している。なお、彼のアルゼンチン代表監督時代の選手は指導者の道へ進んだ者も多く、ネリー・プンピード、セルヒオ・バティスタ、ホルヘ・ブルチャガ達は彼の影響を受けているといわれる。また2006年のFIFAワールドカップ・ドイツ大会では、アルゼンチンの放送局Canal 13の解説者を務めている。現在は「テクニカル・ディレクター」としてアルゼンチン代表チームをサポートしている。

## タイトル

### 選手

#### クラブ
サン・ロレンソ
- プリメーラ・ディビシオン : 1959

エストゥディアンテス
- プリメーラ・ディビシオン : 1967M
- コパ・リベルタドーレス : 1968, 1969, 1970
- インターコンチネンタルカップ : 1968
- コパ・インテラメリカーナ  : 1968

#### 代表
アルゼンチン代表
- パンアメリカン競技大会サッカー競技 : 1959

### 指導者

#### クラブ
エストゥディアンテス
- プリメーラ・ディビシオン : 1982M

#### 代表
アルゼンチン代表
- FIFAワールドカップ : 1986

### 個人
- 南米年間最優秀監督賞 : 1986, 1987